# Jessica Beard
Jessica Beard (Cleveland, 8 gennaio 1989) è una velocista statunitense, specializzata nei 400 metri piani.
In carriera è stata campionessa mondiale della staffetta 4×400 metri a Berlino 2009, Taegu 2011, Mosca 2013 e Doha 2019.

## Palmarès
| Anno | Manifestazione    | Sede      | Evento        | Risultato  | Prestazione | Note                                     |
| ---- | ----------------- | --------- | ------------- | ---------- | ----------- | ---------------------------------------- |
| 2006 | Mondiali juniores | Pechino   | 400 m piani   | 5ª         | 52"51       |                                          |
| 2006 | Mondiali juniores | Pechino   | 4×400 m       | Oro        | 3'29"01     |                                          |
| 2008 | Mondiali juniores | Bydgoszcz | 400 m piani   | Argento    | 52"09       |                                          |
| 2008 | Mondiali juniores | Bydgoszcz | 4×400 m       | Oro        | 3'30"19     |                                          |
| 2009 | Mondiali          | Berlino   | 400 m piani   | Semifinale | 51"20       |                                          |
| 2009 | Mondiali          | Berlino   | 4×400 m       | Oro        | 3'17"83     | [ 1 ]                                    |
| 2011 | Mondiali          | Taegu     | 400 m piani   | Semifinale | 51"27       |                                          |
| 2011 | Mondiali          | Taegu     | 4×400 m       | Oro        | 3'18"09     | Miglior prestazione mondiale stagionale  |
| 2013 | Mondiali          | Mosca     | 4×400 m       | Oro        | 3'20"41     | Miglior prestazione personale stagionale |
| 2014 | World Relays      | Nassau    | 4×400 m       | Oro        | 3'21"73     | [ 1 ]                                    |
| 2015 | World Relays      | Nassau    | 4×400 m       | Oro        | 3'19"39     | [ 1 ]                                    |
| 2015 | Mondiali          | Pechino   | 4×400 m       | Argento    | 3'19"44     | [ 1 ]                                    |
| 2019 | World Relays      | Yokohama  | 4×400 m       | Argento    | 3'27"65     |                                          |
| 2019 | Mondiali          | Doha      | 4×400 m       | Oro        | 3'18"92     | [ 1 ]                                    |
| 2019 | Mondiali          | Doha      | 4×400 m mista | Oro        | 3'09"34     | [ 1 ]                                    |
| 2022 | Mondiali indoor   | Belgrado  | 400 m piani   | Batteria   | 52"72       |                                          |
| 2022 | Mondiali indoor   | Belgrado  | 4×400 m       | 4ª         | 3'28"63     | Miglior prestazione personale stagionale |